# Per Olaf Lundteigen

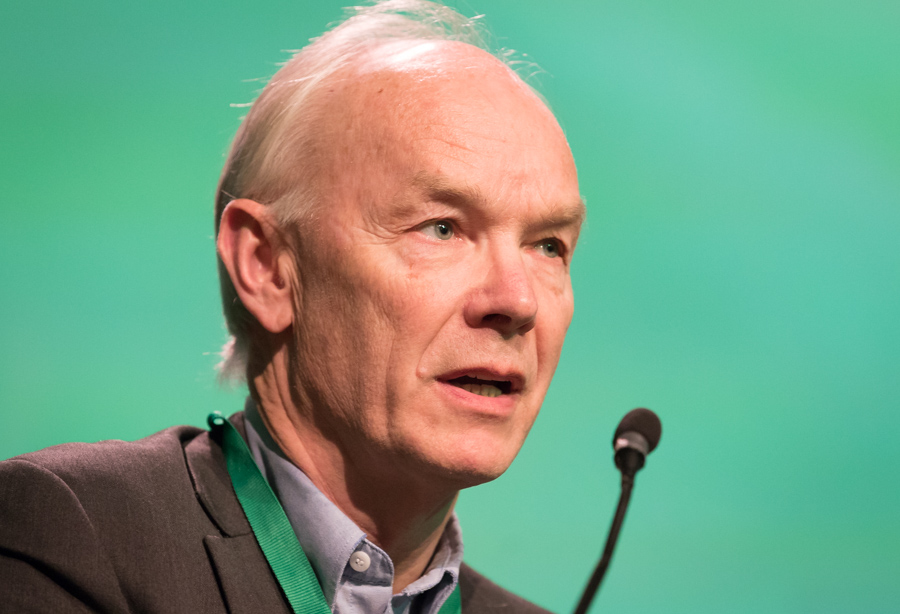
Per Olaf Lundteigen, 2017

Per Olaf Lundteigen (* 18. April 1953 in Øvre Eiker) ist ein norwegischer Landwirt und Politiker der Senterpartiet (Sp). Von 1993 bis 1997 sowie seit 2005 ist er Abgeordneter im Storting. In der Zeit zwischen Mai 1999 und März 2000 war er Staatssekretär.

## Leben
Lundteigen beendete 1972 seine Schulzeit und schloss 1977 als Cand.agric. die Landwirtschaftshochschule Norwegens (NLH) ab. Er arbeitete von 1977 bis 1979 als Sekretär für den norwegischen Bauernverband Norges Bondelag. Anschließend war er bis 1982 als Projektleiter für die Kommune Ringebu tätig, bevor er hauptberuflich Landwirt wurde. Zudem stand er in der Zeit von 1986 bis 1992 dem Verband Norsk Bonde- og Småbrukarlag vor.
Lundteigen zog bei der Parlamentswahl 1993, als seine Partei zweitgrößte Fraktion wurde, erstmals in das norwegische Nationalparlament Storting ein. Er vertrat dort eine Legislaturperiode lang bis 1997 er den Wahlkreis Buskerud und war Mitglied im Finanzausschuss. Am 10. Mai 1999 wurde er unter Minister Odd Roger Enoksen zum Staatssekretär im Kommunal- und Regionalministerium ernannt. Dieses Amt hatte er bis zum Regierungswechsel am 17. März 2000 inne. In den Jahren 1997 bis 1999 war er der Generalsekretär der Senterpartiet, von 2000 bis 2003 stand er der Partei in der damaligen Provinz Buskerud vor. Zwischen 2003 und 2005 saß er im Kommunalparlament von Øvre Eiker.
Bei der Wahl 2005 zog er erneut ins Storting ein und er wurde wieder Mitglied im Finanzausschuss, wo er bis September 2012 verblieb. Anschließend wechselte er in den Arbeits- und Sozialausschuss, wo er auch nach den Wahlen 2013 und 2017 erneut Mitglied wurde. Im Anschluss an die Parlamentswahl 2021 wurde er stellvertretender Vorsitzender des Ausschusses. Im Mai 2024 gab er bekannt, bei der Stortingswahl 2025 nicht erneut kandidieren zu wollen.